# Fauna Portoryka

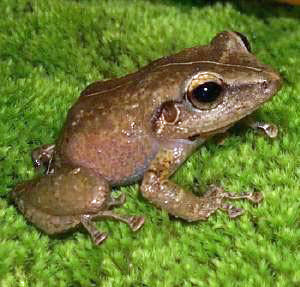
Eleutherodactylus coqui

Fauna Portoryka jest podobna do fauny innych wysp. Nietoperze są jedynymi rodzimymi ssakami lądowymi, które nadal istnieją w Portoryko. Wszystkie inne gatunki ssaków, takie jak koty, kozy, owce i mangustowate zostały wprowadzone przez ludzi. Na wyspie zamieszkuje 349 gatunków ptaków. Ssaki morskie to delfiny, manatowate i wieloryby. Według IUCN, w 2002 było 21 gatunków zagrożonych w Portoryko: dwa ssaki, osiem ptaków, osiem gadów i trzy płazy.

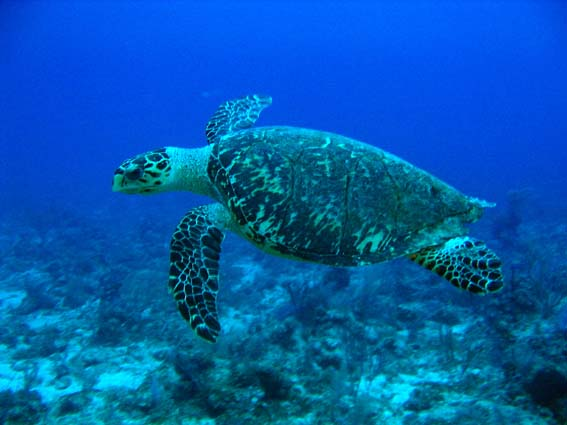
Żółw szylkretowy – jeden z zagrożonych gatunków na Portoryko.
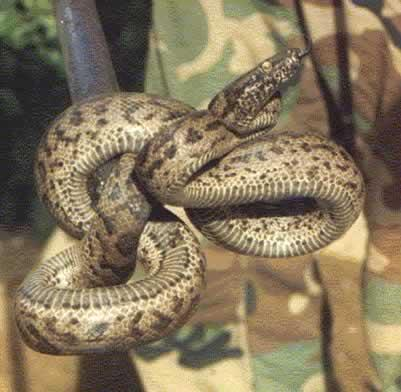
Boa portorykański – największy wąż na wyspie.
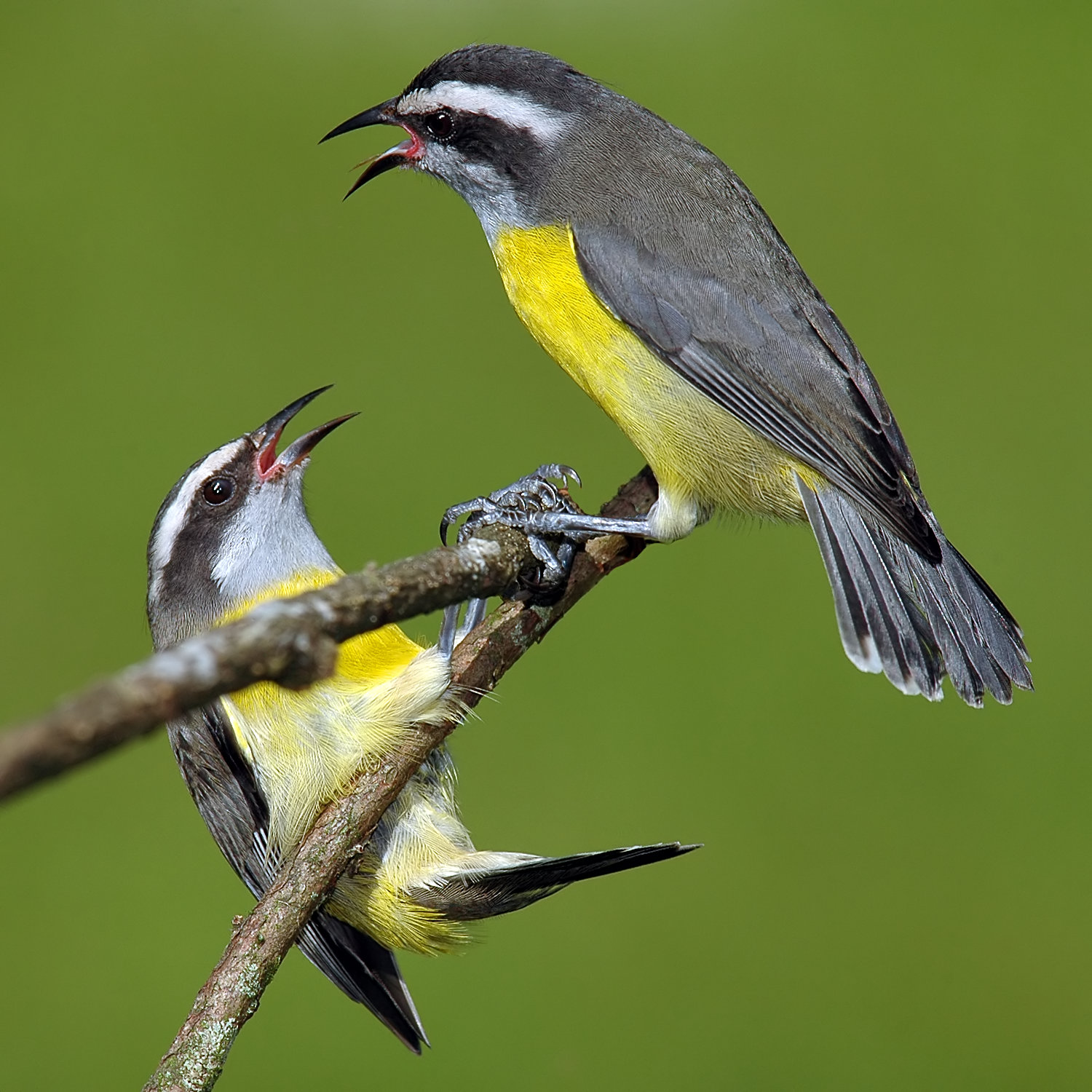
Cukrzyk – najliczniejszy ptak w Portoryko.